# Rod Thorn
Rodney King Thorn, detto Rod (Princeton, 23 maggio 1941), è un ex cestista, allenatore di pallacanestro e dirigente sportivo statunitense, professionista nella NBA e nella ABA.
Dal 2018 è fra i membri del Naismith Memorial Basketball Hall of Fame.

## Carriera
Venne selezionato dai Baltimore Bullets al primo giro del Draft NBA 1963 (2ª scelta assoluta).

## Statistiche

### Giocatore
NBA

#### Regular Season
| Anno      | Squadra           | PG  | PT | MP   | TC%  | 3P% | TL%  | RP  | AP  | PRP | SP | PP   |
| --------- | ----------------- | --- | -- | ---- | ---- | --- | ---- | --- | --- | --- | -- | ---- |
| 1963-1964 | Baltimore Bullets | 75  | -  | 34,6 | 40,5 | -   | 73,1 | 4,8 | 3,7 | -   | -  | 14,4 |
| 1964-1965 | Detroit Pistons   | 74  | -  | 23,9 | 42,7 | -   | 72,4 | 3,6 | 2,2 | -   | -  | 11,0 |
| 1965-1966 | Detroit Pistons   | 27  | -  | 30,2 | 41,7 | -   | 73,2 | 3,7 | 2,4 | -   | -  | 13,9 |
| 1965-1966 | St. Louis Hawks   | 46  | -  | 20,1 | 42,3 | -   | 69,0 | 2,4 | 1,8 | -   | -  | 8,8  |
| 1966-1967 | St. Louis Hawks   | 67  | -  | 17,4 | 44,5 | -   | 72,7 | 2,4 | 1,8 | -   | -  | 8,8  |
| 1967-1968 | Seattle S.Sonics  | 66  | -  | 25,3 | 45,1 | -   | 73,7 | 4,0 | 3,5 | -   | -  | 15,2 |
| 1968-1969 | Seattle S.Sonics  | 29  | -  | 19,6 | 46,3 | -   | 73,2 | 2,9 | 2,8 | -   | -  | 11,5 |
| 1969-1970 | Seattle S.Sonics  | 19  | -  | 5,5  | 44,4 | -   | 62,5 | 0,8 | 0,9 | -   | -  | 2,9  |
| 1970-1971 | Seattle S.Sonics  | 63  | -  | 12,2 | 47,2 | -   | 67,6 | 1,6 | 2,9 | -   | -  | 5,6  |
| Carriera  | Carriera          | 466 | -  | 22,3 | 43,3 | -   | 72,3 | 3,1 | 2,6 | -   | -  | 10,8 |

#### Playoffs
| Anno     | Squadra         | PG | PT | MP   | TC%  | 3P% | TL%  | RP  | AP  | PRP | SP | PP   |
| -------- | --------------- | -- | -- | ---- | ---- | --- | ---- | --- | --- | --- | -- | ---- |
| 1966     | St. Louis Hawks | 10 | -  | 11,9 | 30,8 | -   | 77,8 | 1,7 | 1,0 | -   | -  | 3,8  |
| 1967     | St. Louis Hawks | 9  | -  | 17,3 | 42,9 | -   | 92,6 | 3,1 | 1,2 | -   | -  | 10,1 |
| Carriera | Carriera        | 19 | -  | 14,5 | 38,8 | -   | 86,7 | 2,4 | 1,1 | -   | -  | 6,8  |

### Allenatore
| Stagione | Squadra                    | Regular Season | Regular Season | Regular Season | Regular Season | Regular Season         | Post Season      |
| Stagione | Squadra                    | V              | P              | % V            | G              | Posizione finale       | Post Season      |
| -------- | -------------------------- | -------------- | -------------- | -------------- | -------------- | ---------------------- | ---------------- |
| 1975-76  | Spirits of St. Louis (ABA) | 20             | 27             | 42,6           | 47             |                        |                  |
| 1981-82  | Chicago Bulls (NBA)        | 15             | 15             | 50,0           | 30             | 5° in Central Division | Manca i play-off |
|          | Carriera                   | 35             | 42             | 45,5           | 77             |                        |                  |

## Palmarès

### Giocatore
- 2 volte NCAA AP All-America Second Team (1962, 1963)
- NBA All-Rookie First Team (1964)

### Dirigente
- NBA Executive of the Year (2002)